# Hamilton Mourão

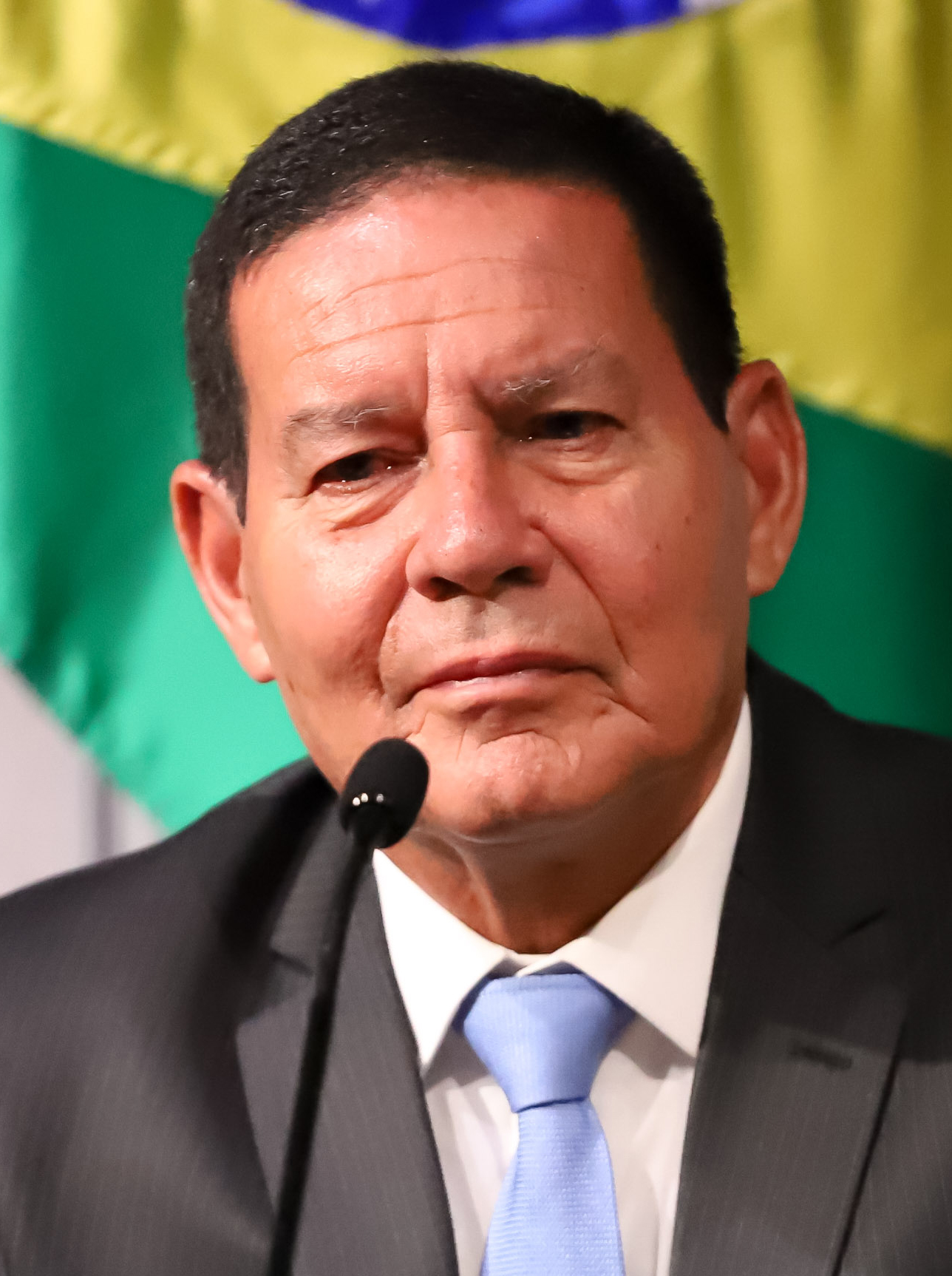
Hamilton Mourão (2019)

Antônio Hamilton Martins Mourão (* 15. August 1953 in Porto Alegre) ist ein brasilianischer Politiker (PRTB) und ehemaliger General. Vom 1. Januar 2019 bis zum 31. Dezember 2022 war er während der Präsidentschaft von Jair Bolsonaro der Vizepräsident Brasiliens.

## Karriere im Militär
Mourão ist der Sohn des Divisionsgenerals Antônio Hamilton Mourão und von Wanda Coronel Martins Mourão, die beide aus dem Amazonasgebiet stammen. 1972 trat er der brasilianischen Armee bei und besuchte die Militärakademie (Academia Militar das Agulhas Negras) in Resende, Rio de Janeiro, wo er 1975 zum Leutnant befördert wurde. Später arbeitete er dort auch einige Zeit als Ausbilder. Er absolvierte den Stabsoffizierlehrgang an der Escola de Comando e Estado-Maior do Exército in Urca, Rio de Janeiro.
Für Brasilien war er in einer Friedensmission in Angola und als Militärattaché in Venezuela tätig. Bis zum 28. Februar 2018 bekleidete er den höchsten Rang im brasilianischen Militärwesen, gab dann allerdings bekannt, sich aus diesem Amt zurückzuziehen, und ist seitdem besoldeter Heeresgeneral der Reserve außer Dienst.

## Tätigkeit in der Politik
Antônio Hamilton Mourão gehört seit 2018 der dem rechtsextremen Spektrum zugeordneten Partei Partido Renovador Trabalhista Brasileiro (PRTB) an.
Ursprünglich dachte Mourão darüber nach, bei der Präsidentschaftswahl in Brasilien 2018 selbst als Kandidat gemeinsam mit Levy Fidelix anzutreten.
Im August 2018 jedoch bestimmte Jair Bolsonaro, Präsidentschaftskandidat für die Wahl 2018, ihn zu seinem Vizepräsidentschaftskandidaten. Seit dem Wahlsieg Bolsonaros im Oktober 2018 war er somit designierter Vizepräsident von Brasilien. Am 1. Januar 2019 legte er seinen Amtseid ab.
Mourão galt als gemäßigte Kraft in der Regierung Bolsonaros und das Verhältnis zu Bolsonaro kühlte sich ab. Im Jahre 2022 wurde Walter Braga Netto anstelle Mourãos von Bolsonaro für das Amt des Vizepräsidentenkandidaten nominiert.
Ende Dezember 2022, kurz vor der Amtsübergabe an Lula da Silva, verließ Bolsonaro gemeinsam mit seiner Familie Brasilien und reiste in die USA aus. Daraufhin wurde Mourão für kurze Zeit zum geschäftsführenden Staatschef ernannt.

## Politische Positionen
Mourão hat angekündigt, dass er als Vizepräsident keine „dekorative Rolle“ spielen möchte. Er fordert einen Arbeitsplatz neben dem Präsidenten und will mit diesem in der Öffentlichkeit als „Einheit“ auftreten. Wie Bolsonaro hat auch er eine positive Meinung über die brasilianische Militärdiktatur und bezeichnete Oberst Carlos Alberto Brilhante Ustra, damals Leiter des mit Foltermethoden arbeitenden Geheimdienstes DOI-CODI, als „Helden“.